# Erling Johansson
Joel Erling Roland Johansson, född 11 januari 1934 i Sarvisvaara, Gällivare socken, död 5 september 2023 i Umeå landsdistrikt, var en svensk målare, filmare och skulptör.
Johansson studerade vid Konsthögskolan i Stockholm 1956–1961 och vid Akademi Ateneum i Helsingfors 1962–1963 och under studieresor till Ryssland, Grekland och Italien. Separat ställde han ut på bland annat Konstakademien, Konstnärshuset, Galerie Moderne, Dalarnas museum i Falun Linköpings museum och Norrbottens museum. Han utförde offentliga utsmyckningar i Stockholm, Kiruna, Malmberget, Haparanda, Boden och Gällivare. Hans konst består av porträtt, där han delar in personernas energifält i färgsprakande fasetter, samt av monumentalkonst och konstnärlig kortfilm. Han var under 15 års tid lärare i porträttmålning vid Gerlesborgsskolan och under en period vikarie för Georg Suttner vid Konsthögskolan i Umeå. Johansson är representerad  vid Nationalmuseum, Moderna museet, Kalmar konstmuseum och i Gustav VI Adolfs samling.
Johansson utsågs 2007 till hedersdoktor vid Luleå tekniska universitet.